# Hyneria
Hyneria foi um gênero de peixes cordados que existiram durante o período Devoniano na América e na África.

## Descrição
Na série "Walking with Monsters", os espécimes de Hyneria possuiam 5 metros, pois seu tamanho era desconhecido até então. Porém, estudos comprovaram que este peixe media por volta dos 2-4m de comprimento. Antes se pensava que Hyneria era uma espécie endêmica da América, mas descobertas recentes na África comprovam que ele possivelmente existia em toda a Gondwana.